# بيدفورد
بيدفورد (بالإنجليزية: Bedford)‏ هي مدينة في مقاطعة بيدفوردشير، في شرق إنجلترا. ومن المركز الإداري لمنطقة بيدفورد الكبرى. وفقا للتقديرات السابقة لمجلس مقاطعة بيدفوردشاير، بلغ عدد سكان المدينة 80,000 في منتصف عام 2005، مع 19,720 في بلدة كيمبستون المجاورة. تضم منطقة بيدفورد الحضرية مدن كيمبستون، إلستو، بيدنهام وترتييبها الحادي والسبعين بين كبرى المناطق الحضرية في المملكة المتحدة ويبلغ عدد سكانها 101,928. وعلى نطاق أوسع في البلدة، بما في ذلك المناطق الريفية، فيبلغ عدد سكانها 153,000.

## المناخ
يظهر الجدول التالي التغييرات المناخية على مدار السنة لبيدفورد:
| البيانات المناخية لـبيدفورد       | البيانات المناخية لـبيدفورد | البيانات المناخية لـبيدفورد | البيانات المناخية لـبيدفورد | البيانات المناخية لـبيدفورد | البيانات المناخية لـبيدفورد | البيانات المناخية لـبيدفورد | البيانات المناخية لـبيدفورد | البيانات المناخية لـبيدفورد | البيانات المناخية لـبيدفورد | البيانات المناخية لـبيدفورد | البيانات المناخية لـبيدفورد | البيانات المناخية لـبيدفورد | البيانات المناخية لـبيدفورد |
| الشهر                             | يناير                       | فبراير                      | مارس                        | أبريل                       | مايو                        | يونيو                       | يوليو                       | أغسطس                       | سبتمبر                      | أكتوبر                      | نوفمبر                      | ديسمبر                      | المعدل السنوي               |
| --------------------------------- | --------------------------- | --------------------------- | --------------------------- | --------------------------- | --------------------------- | --------------------------- | --------------------------- | --------------------------- | --------------------------- | --------------------------- | --------------------------- | --------------------------- | --------------------------- |
| الدرجة القصوى °م (°ف)             | 15.0 (59.0)                 | 19.2 (66.6)                 | 22.8 (73.0)                 | 27.4 (81.3)                 | 29.4 (84.9)                 | 33.3 (91.9)                 | 37.5 (99.5)                 | 35.0 (95.0)                 | 30.9 (87.6)                 | 27.5 (81.5)                 | 19.4 (66.9)                 | 16.1 (61.0)                 | 37.5 (99.5)                 |
| متوسط درجة الحرارة الكبرى °م (°ف) | 6.4 (43.5)                  | 6.9 (44.4)                  | 9.7 (49.5)                  | 12.0 (53.6)                 | 15.7 (60.3)                 | 18.6 (65.5)                 | 21.5 (70.7)                 | 21.5 (70.7)                 | 18.2 (64.8)                 | 14.0 (57.2)                 | 9.5 (49.1)                  | 7.2 (45.0)                  | 13.5 (56.3)                 |
| متوسط درجة الحرارة الصغرى °م (°ف) | 0.8 (33.4)                  | 0.6 (33.1)                  | 2.3 (36.1)                  | 3.6 (38.5)                  | 6.2 (43.2)                  | 9.3 (48.7)                  | 11.5 (52.7)                 | 11.6 (52.9)                 | 9.7 (49.5)                  | 6.6 (43.9)                  | 3.3 (37.9)                  | 1.8 (35.2)                  | 5.6 (42.1)                  |
| أدنى درجة حرارة °م (°ف)           | −20.0 (−4.0)                | −15.6 (3.9)                 | −15.0 (5.0)                 | −7.3 (18.9)                 | −5.6 (21.9)                 | −0.6 (30.9)                 | 1.2 (34.2)                  | 1.7 (35.1)                  | −2.2 (28.0)                 | −7.8 (18.0)                 | −9.4 (15.1)                 | −16.3 (2.7)                 | −20.0 (−4.0)                |
| الهطول مم (إنش)                   | 48.4 (1.91)                 | 36.6 (1.44)                 | 43.5 (1.71)                 | 47.2 (1.86)                 | 45.3 (1.78)                 | 56.9 (2.24)                 | 44.7 (1.76)                 | 48.6 (1.91)                 | 53.6 (2.11)                 | 56.8 (2.24)                 | 49.0 (1.93)                 | 53.8 (2.12)                 | 584.4 (23.01)               |
| ساعات سطوع الشمس الشهرية          | 58.6                        | 76.3                        | 99.5                        | 153.0                       | 183.8                       | 185.7                       | 200.9                       | 188.5                       | 139.8                       | 114.1                       | 72.0                        | 51.5                        | 1٬523٫6                     |
| المصدر:                           |                             |                             |                             |                             |                             |                             |                             |                             |                             |                             |                             |                             |                             |

## معرض صور

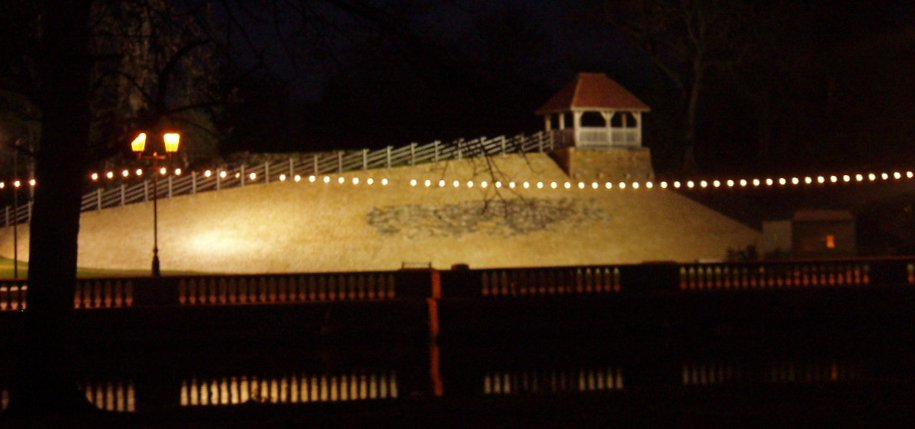
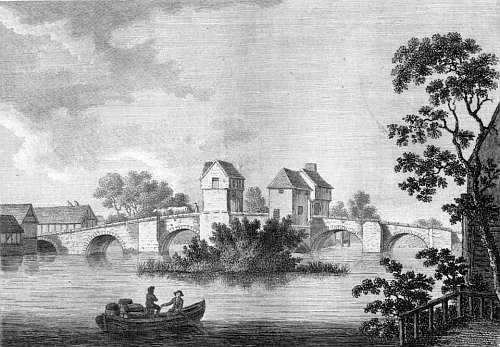
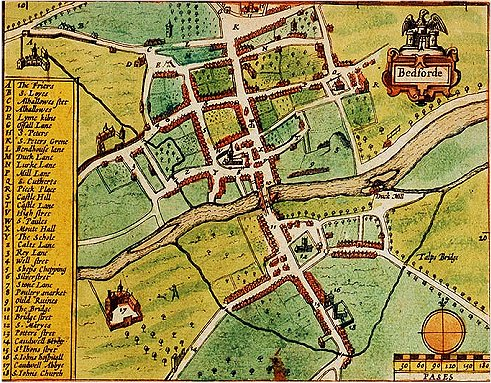
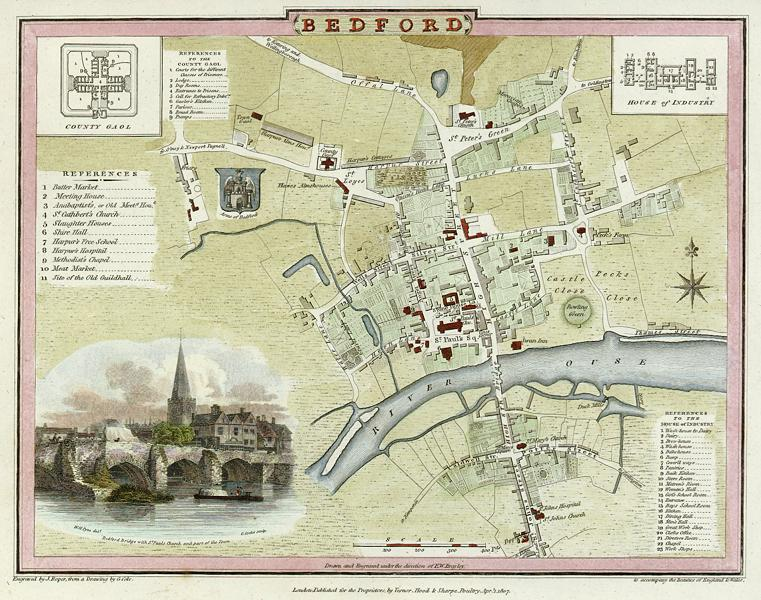

## توأمة
لبيدفورد اتفاقيات توأمة مع كل من:
- فوتسوافك
- بامبرغ (1977 - )
- روفيغو
- أريتسو

## أعلام
- غاري مونك
- غوردون برايس
- أوفا
- جوناثان ستراود
- تشارلي براي
- هارولد أبراهامز
- جوزيف باكستون
- بيل موراي
- ريجنالد رايس
- أندرو جونسون